# Daniela Simonetti
Daniela Simonetti (Taranto, 14 luglio 1964) è una giornalista e saggista italiana.

## Biografia
Ha iniziato la sua carriera giornalistica nel 1988 all'ANSA prima come giornalista parlamentare e poi sportiva. Nel 2017 ha ideato e fondato la prima associazione italiana
contro gli abusi nello sport, Il Cavallo Rosa, denominata poi ChangeTheGame. Ha scritto Impunità di Gregge, sesso, bugie e omertà nel mondo dello sport edito da Chiarelettere con prefazione di Marco Travaglio, il primo libro inchiesta sugli abusi sessuali e sulla violenza nello sport. Il libro riceve il Premio letterario Internazionale Città di Como con Dacia Maraini nella giuria tecnica. Daniela Simonetti - nel 2021 - viene inserita tra i cento Sport Thinkers nella classifica – a cura di Moris Gasparri e Mauro Berruto - pubblicata sul Foglio. Nel 2023 viene insignita dell'Harmony Award Stop Violence e del Premio Internazionale Semplicemente Donna, categoria Informazione . Dal 2024 è presidente della giuria del Semplicemente Donna  .

## Carriera
Assunta nel 1988 dall'agenzia giornalistica ANSA è giornalista professionista dal 1990. Dopo un periodo alla redazione Interni nel 1990 passa alla redazione politico parlamentare con sede a Montecitorio seguendo stabilmente dal 1996 il Presidente della Camera dei Deputati Luciano Violante fino al termine del mandato nel 2001. Dopo gli anni di Tangentopoli, dal 1993 fino al 2002, passa alla redazione editoria e cultura dove si occupa delle vicende dei giornalisti epurati in seguito all’editto bulgaro di Silvio Berlusconi del 18 aprile 2002, che colpisce Marco Travaglio, Enzo Biagi, Daniele Luttazzi e Michele Santoro accusati di fare un uso criminoso della televisione pubblica. Racconta l’ascesa di Beppe Grillo, dalla creazione del blog nel 2005 fino al V2-Day (vaffa day) dell’8 settembre 2007. Nel 2010, dopo aver seguito il Campionato mondiale di calcio 2010 in Sudafrica, si trasferisce alla redazione milanese dove si occupa dei principali eventi sportivi e in particolare di calcio con Inter e Milan. Nel 2017 ha ideato e fondato la prima associazione contro gli abusi sessuali nello sport, Il Cavallo Rosa, denominata successivamente ChangeTheGame. L’associazione è attiva nella prevenzione, nella sensibilizzazione e nella formazione allo scopo di arginare il fenomeno degli abusi sessuali, emotivi e fisici nello sport, collabora con la FIGC (Federazione Italiana Gioco Calcio), la FASI (Federazione Italiana Arrampicata Sportiva), la FIBS (Federazione Italiana Baseball e Softball), il Consorzio Vero Volley. L’associazione raccoglie le testimonianze delle vittime di abusi sessuali, emotivi e fisici nel mondo dello sport accompagnandole nel percorso di denuncia davanti alla giustizia ordinaria e sportiva. Dal settembre 2018 a oggi l’associazione ha presentato - per conto di vittime di abusi sessuali, emotivi e fisici in ambito sportivo - oltre 50 esposti alle Procure federali con conseguente adozione da parte degli organi di giustizia sportivi dell’istituto della radiazione o di altre sanzioni disciplinari a carico di istruttori e tesserati di tutti gli sport.